# Steven Goldstein

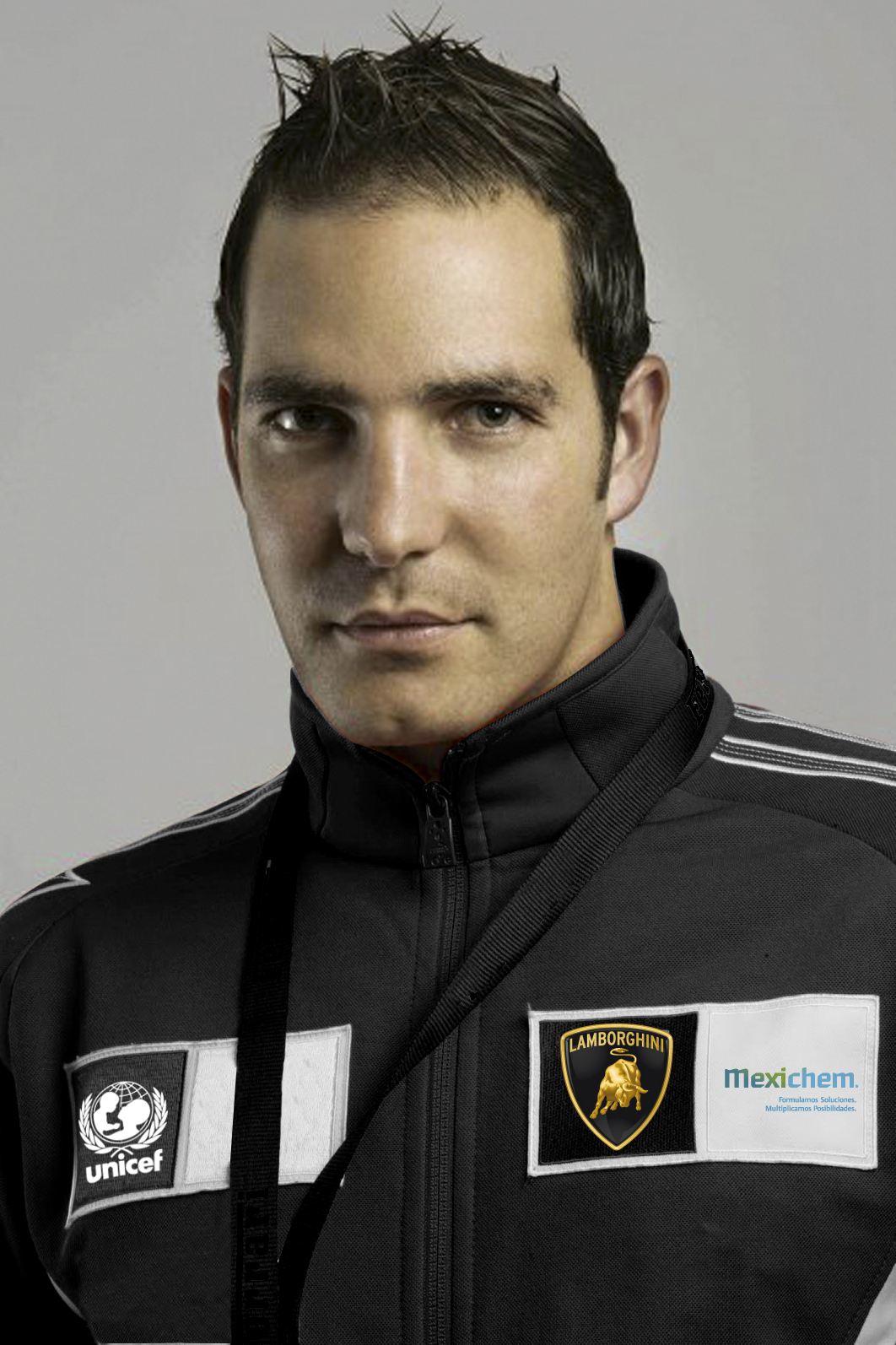
Steven Goldstein (2013)

Steven Goldstein (* 23. Februar 1981 in Bogotá) ist ein kolumbianischer Automobilrennfahrer. Er ist in der Formel-1-Weltmeisterschaft 2015 Entwicklungsfahrer bei Force India.

## Karriere
Goldstein begann seine Motorsportkarriere 2004 in der US-amerikanischen Formula Dodge Eastern Race Series und gewann auf Anhieb die Sportsman Division. 2005 fuhr er in der Panoz GT Summer Series und gewann dabei ein Rennen.
2006 wechselte Goldstein nach Europa in die Superstars Series, einer italienischen Tourenwagenmeisterschaft, und erhielt ein Werkscockpit bei Audi Sport Italia. Er nahm an der zweiten Saisonhälfte teil und erreichte den elften Gesamtrang. 2007 blieb Goldstein bei Audi Sport Italia in der Superstars Series und verbesserte sich auf den achten Gesamtrang, während sein Teamkollege Gianni Morbidelli die Meisterschaft gewann. 2008 verlor Goldstein sein Audi-Cockpit nach den ersten sechs Rennen der Superstars Series. Er wurde Zwölfter in der Fahrerwertung, während der Titel erneut an seinen Teamkollegen Morbidelli ging. Darüber hinaus wurde er Elfter in der italienischen Tourenwagen-Langstreckenmeisterschaft in der Diesel-Wertung.
2009 ging Goldstein erneut in der italienischen Tourenwagen-Langstreckenmeisterschaft an den Start und wurde 18. in der zweiten Division. Darüber hinaus nahm er an Langstreckenrennen in Kolumbien teil. 2010 trat Goldstein in der europäischen Trofeo Maserati an und wurde mit zwei Podest-Platzierungen Gesamtzweiter. Darüber hinaus ging er in der italienischen GT-Meisterschaft an den Start und wurde mit einem Sieg Zwölfter in der Fahrerwertung.
2011 wechselte Goldstein in die Superstars-GT-Sprint-Serie und trat bis 2013 in dieser Serie an. Er gewann in jedem Jahr die Cup-Trophy-Wertung. 2014 ging Goldstein in der italienischen GT-Meisterschaft an den Start. In der ersten Division des Pirelli Tyres Cup erreichte er den zweiten Gesamtrang.
Obwohl Goldstein noch nie in einer hochklassigen Formelserie gefahren ist, wurde er 2015 vom Formel-1-Rennstall Force India als Entwicklungsfahrer unter Vertrag genommen.

## Karrierestationen
| - 2004: Formula Dodge Eastern Race Series, Sportsman (Meister) - 2005: Panoz GT Summer Series - 2006: Superstars Series (Platz 11) - 2007: Superstars Series (Platz 8) - 2008: Superstars Series (Platz 12) | - 2008: Italienische Tourenwagen-Langstreckenmeisterschaft, Diesel (Platz 11) - 2009: Italienische Tourenwagen-Langstreckenmeisterschaft, Div 2 (Platz 18) - 2010: Europäische Trofeo Maserati (Platz 2) - 2010: Italienische GT (Platz 12) - 2011: Superstars-GT-Sprint-Serie, Cup Trophy (Meister) | - 2012: Superstars-GT-Sprint-Serie, Cup Trophy (Meister) - 2013: Superstars-GT-Sprint-Serie, Cup Trophy (Meister) - 2014: Italienische GT, Pirelli (Platz 2) - 2015: Formel 1 (Testfahrer) |

## Persönliches
Goldstein erwarb 2003 an der Kogod School of Business in Washington, D.C. den Bachelor of Business Administration und 2008 an der Wirtschaftsuniversität Luigi Bocconi seinen Master of Business Administration.